# Shane Booysen
Shane Booysen (* 23. November 1988 in Kapstadt) ist ein  südafrikanischer Fußballspieler.

## Karriere
Shane Booysen stand von 2007 bis 2013 bei Ajax Cape Town in Parow, einem nördlichen Stadtteil von Kapstadt, unter Vertrag. 2014 ging er nach Asien. Hier schloss er sich in Thailand dem RBAC FC aus Bangkok an. Der Verein spielte in der dritten Liga, der damaligen Regional League Division 2. Hier trat der Klub in der Bangkok Region an. 2015 wechselte er nach Kambodscha. Hier unterschrieb er einen Vertrag beim Erstligisten Phnom Penh Crown. Der Verein aus Phnom Penh spielte in der ersten Liga, der Cambodian League. 2015 wurde er mit dem Verein kambodschanischer Fußballmeister. 2017 wurde er mit sieben Toren Torschützenkönig der Liga. Die Saison 2018 stand er bei Preah Khan Reach Svay Rieng in Svay Rieng unter Vertrag. 2019 kehrte er für ein halbes Jahr zu seinem ehemaligen Verein Phnom Penh Crown zurück. Den Rest des Jahres spielte er beim National Police Commissary FC. Anfang 2020 unterschrieb er einen Vertrag beim Erstligisten Nagaworld FC in Phnom Penh. Nach einer Saison kehrte er 2021 wieder zu seinem ehemaligen Verein National Police Commissary FC zurück.

## Auszeichnungen
Cambodian League
- Torschützenkönig: 2017